# قطع و وصل کردن جریان برق
قطع و وصل کردن جریان برق عمل خاموش کردن یک قطعه از تجهیزات الکتریکی، معمولاً یک کامپیوتر، و سپس روشن کردن مجدد آن است. دلایل قطع و وصل کردن جریان برق شامل موارد ذیل می‌شود. اینکه یک دستگاه الکترونیکی مجموعه پارامترهای پیکربندی خود را مجدداً تنظیم کند یا از وضعیتی بی‌پاسخ به عملکرد حیاتی مأموریت خود، مانند یک موقعیت تصادف یا معلق شدن، بازیابی شود. قطع و وصل کردن جریان برق همچنین می‌تواند برای تنظیم مجدد فعالیت شبکه در داخل مودم استفاده شود. همچنین می‌تواند یکی از اولین گام‌ها برای عیب‌یابی یک مشکل باشد.

## بررسی اجمالی
قطع و وصل کردن جریان برق می‌تواند به صورت دستی، معمولاً با استفاده از یک سوئیچ که برای قطع و وصل کردن روی دستگاه قرار دارد، انجام شود؛ به صورت خودکار، از طریق برخی از دستگاه‌ها، سیستم‌ها، یا مدیریت شبکه نظارت و کنترل صورت گیرد؛ یا با استفاده از  کنترل از راه دور از طریق یک کانال ارتباطی انجام شود.
قطع و وصل کردن از راه دور معمولاً می‌تواند به وسیله یک واحد توزیع برق، از طریق TCP/IPدر محیط مرکز داده انجام شود. این کار را می‌توان از طریق ارتباطات برق اتوماسیون خانگی یا پروتکل‌های IP در خانه نیز انجام داد. اکثر ارائه دهندگان خدمات اینترنتی یک دستورالعمل را در وب سایت خود منتشر می‌کنند که به مشتریان خود روش صحیح قطع و وصل کردن جریان برق دستگاه‌های خود را نشان می‌دهد.
قطع و وصل کردن جریان برق یک روش تشخیص استاندارد است که معمولاً زمانی که رایانه فریز می‌شود،اول از همه انجام می‌شود. با این حال، انجام شدن مکرر قطع و وصل کردن جریان برق  کامپیوتر می‌تواند باعث تنش حرارتی شود. بازنشانی تأثیر یکسانی روی نرم‌افزار دارد اما ممکن است برای سخت‌افزارمشکل کمتری ایجاد کند زیرا برق قطع نمی‌شود.

## کاربردهای تاریخی
در تمام ماموریت‌های آپولو به ماه، رادار فرود باید قبل از اقدام به فرود، سطح را به دست می‌آورد. اما در آپولو ۱۴، رادار فرود قادر به قفل شدن نبود. مرکز کنترل مأموریت به فضانوردان گفت که نیرو را قطع و سپس وصل کنند. آنها این کار را کردند و رادار به موقع قفل شد و فرود کامل شد.
در طول مأموریت روزتا به دنباله‌دار 67P/Churyumov–Gerasimenko، فرودگر فیلا پس از رسیدن به دنباله‌دار، تله‌متری مورد انتظار را هنگام روشن شدن از خود نشان نداد. این مشکل تحت عنوان «به نحوی وجود یک نقص در الکترونیک» تشخیص داده شد، مهندسان جریان برق را قطع و سپس وصل کردند و فرودگر به درستی روشن شد.
در طی پرتاب ماهواره چند میلیارد دلاری AEHF -6 در تاریخ ۲۶ مارس ۲۰۲۰ توسط موشک Atlas V از ایستگاه نیروی هوایی کیپ کاناورال، به دلیل عدم پاسخگویی سیستم هیدرولیک همان‌طور که انتظار می‌رفت، در T-46 ثانیه متوقف شد. تیم پرتاب آن را خاموش و سپس روشن کردند و پرتاب به‌طور عادی ادامه یافت.

## همین‌طور ببینید
- نگهداری انرژی
- بازراه‌اندازی